# لاجوس كوزما
لاجوس كوزما (بالمجرية: Kozma Lajos)‏ هو مغني أوبرا مجري، ولد في 2 سبتمبر 1938 في Lepsény ‏ في المجر، وتوفي في 30 ديسمبر 2007 في Pierantonio ‏ في إيطاليا.

## وصلات خارجية
- لايوش كوزما على موقع IMDb (الإنجليزية)
- لايوش كوزما على موقع ميوزك برينز (الإنجليزية)
- لايوش كوزما على موقع أول ميوزيك (الإنجليزية)
- لايوش كوزما على موقع ديسكوغز (الإنجليزية)